# Hastat
Els hastats (llatí: hastati) eren soldats d'avantguarda de la infanteria pesant de les legions romanes als segles IV-II aC. Originàriament eren a la segona línia de les centúries, al segle iii aC passen a formar la primera línia dels maniples, després de la Segona Guerra Púnica van ser posats en segona línia. Els hastats anaven armats amb un "Hasta" una llança com les que usaven els triaris, el gladius i un petit escut, la parma. Després de la reforma republicana els hastats van ser equipats amb javelines de 4 peus de llarg amb puntes de 9 polzades anomenades pílums, junt amb l'espasa curta reglamentària, o gladius. La seva armadura consistia en el casc de bronze típic de l'exèrcit romà de l'època, decorat amb unes plomes llargues. També portaven cuirasses de bronze o de cota de malla si els soldats s'ho podien pagar. L'armadura dels hastats era a càrrec de cada un; els soldats s'armaven ells mateixos comprant allò que podien pagar.
Els hastats estaven organitzats en centúries de 60 homes, que eren arrenglerats en maniples de 120, dels quals hi havia 10 en una formació de batalla. Com a primera línia anaven immediatament darrere dels vèlits i davant dels principes, els quals anaven a davant dels triaris. Els hastats eren els que atacaven primer, i normalment es retiraven fins a la línia de principes per a preparar el contraatac.
A partir de la segona guerra púnica, es té constància que empraven espases romanes conegudes com a gladius, una espasa basada en el disseny de les espases dels pobles íbers. Aquestes espases eren realment efectives, ja que podien causar ferides tant d'estocada (que sembla que era la seva utilitat principal) com per tall.
Irònicament, el nom de Hastai prové de la paraula llatina hasta (llança), arma que no utilitzaven, encara que en el començament de la República Romana combatien com a llancers. Aquesta unitat estava formada per tropes joves que havien de pagar-se el seu equipament, de manera que aquest era de qualitat relativament pobre.

## Història i desplegament
Els hastati van ser part de l'antic exèrcit etrusc abans de les reformes de Marc Furi Camil, i estaven sota el comandament dels reis etruscs.
Aquests, combatien en les últimes línies d'una gran falange, però estaven destinats a oferir suport a les tropes d'elit en comptes de combatre com una unitat per si mateixa. És probable que les guerres contra els samnites, i la derrota a mans de cabdill gal Brennus, qui va utilitzar una gran quantitat de petites unitats de combat en comptes de grans formacions, van ensenyar als romans la importància de la flexibilitat i la ineficàcia de les falanges en el terreny muntanyós de la Itàlia central.